# 暴動・オブ・ザ・デッド
『暴動・オブ・ザ・デッド』（原題：Portrait of a Zombie）は、2012年のアイルランドのゾンビ映画。

## あらすじ
謎のウイルスが発生した近未来のダブリン。マーフィー家の長男ビリーが精肉工場で感染し、ゾンビ第1号となった。ビリーを溺愛する両親はビリーを見捨てることはできず、自宅で一緒に生活することにする。しかし、それが仇となって近所の人々が大量にゾンビ化し、危険地帯と化していた。そんな中、映画製作チームがマーフィー家の取材にやって来る。

## スタッフ
- 監督 - ビング・ベイリー
- 脚本 - ビング・ベイリー、ローラ・モランド・ベイリー
- 製作 - ビング・ベイリー

## キャスト
- ビリー・マーフィー - パトリック・マーフィー
- リジー・マーフィー - ジェラルディン・マカリンデン
- ダニー・マーフィー - ローリー・ミュレン